# Remedios de Escalada
Remedios de Escalada é uma cidade da Argentina, localizada na província de Buenos Aires, situada na área metropolitana de Gran Buenos Aires.